# Claude Windal
Claude Windal, né le 2 novembre 1939 à Dinard, est un joueur français de hockey sur gazon, de 1,76 m pour 71 kg, licencié à l'Union Athlétique Intergadz'arts (UAI Paris).
Il a débuté ce sport à l'âge de 11 ans en 1950, à l'Union Athlétique de Sucy-en-Brie.
Il a été premier cadre technique et directeur technique national (DTN) de la Fédération française de hockey sur gazon pendant dix ans.
Son épouse fit partie de l'équipe de France féminine.
Son frère Jean-Pierre, aussi de l'UAI Paris, a également été sélectionné en équipe de France, à compter du 12 octobre 1957, et a participé avec Claude aux jeux olympiques de 1960.

## Palmarès

### Sélection nationale
- 1re sélection: 13 septembre 1958;
- 84 sélections en équipe de France;
- Participation aux Jeux olympiques d'été à Rome en 1960 (10e), et aux Jeux olympiques d'été à Mexico en 1968 (10e);
- Participation à la 1re victoire de l'équipe de France sur celle de l'Inde, en janvier 1965 lors d'une tournée de cinq semaines dans ce pays (avec au programme 11 matchs face à l'équipe nationale indienne);

### Club
- Champion de France de hockey sur gazon: 1958, 1962, et 1963.

## Vidéothèque
- Les fondamentaux du hockey (narrateur), réalisateur Yves Briant, avec Michel Brender, Micheline Courjeau, Philippe Gourdin, et Violaine Cantegrel, éd. Institut national du sport et de l'éducation physique, 2000 (VHS 1 à 3).